# Сиротко, Александр Макарович
Александр Макарович Сиро́тко (1913 —1956 ?) — советский инженер, специалист по нефте- и газопроводам.

## Биография
В 1930—1933 счетовод колхоза «Авангард», счетовод Новосёлковского сельсовета Пуховичского района Белорусской ССCP.
Окончил Московский нефтяной институт имени И. М. Губкина (1939), инженер-механик по специальности «Транспорт и хранение нефти и нефтепродуктов».
Инженер Ухтинского комбината, в 1946—1947 годах начальник строительства газопровода Войвож-Ухта.
С 1953 управляющий трестом «Войвожнефтегаз».
В 1958?-1963? заместитель председателя Совнархоза Коми АССР.
С 1963? начальник технологического отдела института Гипроспецгаз.

## Награды и премии
- Сталинская премия второй степени (1947) — за открытие и промышленное освоение газовых месторождений Верхней Ижмы